# 更始帝
更始帝（こうしてい）は、新末後漢初の緑林軍による更始政権の皇帝。姓は劉、諱は玄、字は聖公。荊州南陽郡蔡陽県（湖北省棗陽市）の人。元来は前漢の宗室である。曽祖父は舂陵侯劉熊渠。祖父は劉利。父は劉子張。母は何氏。後漢の光武帝（劉秀）の曽祖父の劉外は劉熊渠の弟にあたるため、光武帝の族兄にあたる。夫人は趙萌の娘と平林軍の豪族の娘の韓氏。弟は劉騫。従兄弟は劉顕・劉賜。子は劉求（成陽侯）・劉歆（穀熟侯）・劉鯉（寿光侯）。孫は劉巡（劉求の子）。曽孫は劉姚（劉巡の子）。

## 生涯
『後漢書』劉賜伝註の『続漢書』の引用によれば、まず酔っ払った釜亭侯長が、劉玄の父の劉子張を罵り、劉子張は怒ってこの釜亭侯長を刺殺した。次に十余年後、この釜亭侯長の子が復仇として劉玄の弟の劉騫を殺害した。劉玄はこの仇を報いんと賓客と結託したが、あろうことか賓客が法を犯し劉玄も平林に逃れた。役人は劉子張を獄に繋ぎ、劉玄は死せる真似をし、喪を行わせて舂陵に帰り、役人に劉子張を出させ、世間から隠れた。
地皇3年（22年）、緑林の乱が発生すると陳牧が率いる平林軍に参加する。緑林兵は疫病のため新市軍と下江軍に分かれるが、新市軍と平林軍、更に劉縯の舂陵軍は連合し、また下江軍も加わった農民豪族連合軍となった。23年正月、連合軍は新の前隊大夫（新制の南陽太守）甄阜・前隊属正（新制の南陽都尉）梁丘賜を打ち破り、この時点で劉玄は更始将軍を自称した。更に2月、実績のある有能な劉縯を擁立すると自らの勢力が弱体化することを恐れた新市・平林軍の部将らにより、平林軍出身の劉玄が更始帝として擁立され、更始の元号を建てた。
6月、連合軍・漢軍が昆陽の戦いで劉縯の弟の劉秀による大勝利を収めた後、更始帝は劉縯によって降された宛城に入り、宗室諸将に対する冊封を行った。この月、更始帝は威名を恐れ劉縯らを騙し誅殺した。
また、更始帝は王匡を派遣して洛陽を、申屠建・李松を派遣して武関を攻め長安を目指し、一方汝南で天子を称した劉望には劉賜を派遣した。新朝の滅亡を実感した地方勢力は王莽の派遣した牧守を殺害し、更始の元号を使用するようになった。9月、更始帝陣営がついに長安・洛陽を陥落させ、王莽の首級を得ている。10月には劉信が劉望を破り、更始帝は洛陽遷都を行い更始2年（24年）2月に長安遷都を行った。
長安遷都後の更始帝は奢侈な宮廷生活に染まり、即位の朝政を夫人の父の趙萌に一任してその専権を放任した。赤眉軍が長安に迫った際に、張卬・廖湛・胡殷・申屠建と隗囂は謀議し、更始帝を脅して南陽に還ることを謀る。これが更始帝の耳に入り、5人は召された。隗囂は事が漏れたと悟って館に籠り、召された4人のうち3人は異常に気付き脱出し、それでも残った申屠建は斬られた。隗囂は天水に逃走、残り3人（三王：淮陽王張卬・穣王廖湛・隨王胡殷）は長安で謀反を起こして、逆に更始帝を長安から逃走させた。
新豊に逃げた劉玄は次第に疑心暗鬼へと陥り王匡・陳牧・成丹をも逆臣と疑い、陳牧と成丹を斬り、逃げた王匡は長安の張卬らと連合した。更始帝と李松・趙萌は長安を襲い、王匡・張卬らは脱出して赤眉軍に入った。
更始3年（25年）9月、赤眉軍が長安に侵入すると、更始帝はまたも長安を脱出する羽目になり、一騎だけで高陵に逃れた。翌月、降伏すれば長沙王に封じるという赤眉軍に投降し、璽綬を赤眉軍が擁立した皇帝劉盆子に譲った。赤眉の総帥樊崇らは劉玄の殺害を企てていたが、劉盆子の兄の劉恭が命乞いをして畏威侯に、さらに長沙王に封じられた。しかし、後難を恐れた降将の張卬が赤眉軍の武将謝禄を唆し、12月に劉玄は謝禄に殺害された。その屍は劉恭が収容した。
死後、光武帝によって淮陽王を追贈され、光武帝の大司徒鄧禹に覇陵（現在の陝西省西安市灞橋区）に埋葬された。3人の息子は列侯に封じられた。

## 人柄・逸話
史書によれば劉玄は平庸（凡庸）であり、その性格も懦弱であったという。